# Сіцини (Нижньосілезьке воєводство)
Сіцини (пол. Siciny) — село в Польщі, у гміні Нехлюв Ґуровського повіту Нижньосілезького воєводства.
Населення — 599 осіб (2011).

## Демографія
Демографічна структура станом на 31 березня 2011 року:
|          | Загалом | Допрацездатний вік | Працездатний вік | Постпрацездатний вік |
| -------- | ------- | ------------------ | ---------------- | -------------------- |
| Чоловіки | 293     | 66                 | 199              | 28                   |
| Жінки    | 306     | 66                 | 179              | 61                   |
| Разом    | 599     | 132                | 378              | 89                   |